# Dongguan (köping i Kina, Heilongjiang)
Dongguan (kinesiska: 东官, 东官镇) är en köping i Kina. Den ligger i provinsen Heilongjiang, i den nordöstra delen av landet, omkring 34 kilometer söder om provinshuvudstaden Harbin. Antalet invånare är 22 964. Befolkningen består av 11 235 kvinnor och 11 729 män. Barn under 15 år utgör 11,0 %, vuxna 15-64 år 80 %, och äldre över 65 år 7,0 %.
Genomsnittlig årsnederbörd är 794 millimeter. Den regnigaste månaden är juli, med i genomsnitt 166 mm nederbörd, och den torraste är januari, med 6 mm nederbörd.